# Stella Dallas (1937)
Stella Dallas is een Oscargenomineerde film uit 1937 onder regie van King Vidor. De film is gebaseerd op het gelijknamige boek van Olive Higgins Prouty. Destijds werd de film in Nederland uitgebracht onder de titel Als het moederhart spreekt.

## Verhaal
Stella Martin is de dochter van een arbeider. Ze heeft altijd al tot de bovenklasse willen horen en heeft een oogje op Stephen Dallas, een lid uit een rijke familie. Stephen heeft echter al zijn geld verloren en van zijn reputatie is ook niet veel meer over. Desondanks probeert ze hem te verleiden.
Stella en Stephen worden verliefd op elkaar en trouwen. Nadat ze bevalt van haar dochter Laurel, begint haar leven als huisvrouw te vervelen. Om zich te vermaken, begint ze te experimenteren met haar overkomen en karakter in het bijzijn van socialisten. Stephen kan haar gedrag niet waarderen en het huwelijk loopt al snel stuk.
Stella stelt het geduld van haar man op de proef door op een feest te flirten met Ed Munn. Stephen vertelt Stella dat hij moet verhuizen naar New York voor zijn werk, en vraagt Stella of zij met hem meegaat. Zij weigert, en zo brengt hij een grote periode van de weken door in New York, waardoor hij zijn gezin steeds minder bezoekt. Ze gaan uiteindelijk uit elkaar. Stephen gunt haar de voogdij over Laurel.
Jaren gaan voorbij. Stephen komt een ex-verloofde genaamd Helen tegen in een winkel. Helen was na haar verloving met Stephen getrouwd met een andere man. Ze kregen drie kinderen, voordat hij kwam te overlijden. Stephen en Helen worden opnieuw op elkaar verliefd en krijgen een relatie. Als Laurel op bezoekt komt, ervaart ze hoe het is in een stabiele familie te leven.
Als Stephen en Helen van plan zijn met elkaar te trouwen, laat een advocaat Stella weten dat Stephen een scheiding wil. Zij weigert hem dit echter te geven, uit angst dat ze ook voogdij over Laurel zullen eisen. Stella doet er alles aan Laurel naar haar zin te maken. Tijdens een dagje uit zet ze haar echter voor schut. Stella realiseert dat Laurel wellicht beter af is bij Stephen en Helen. Ze vertelt Laurel dat ze van plan is naar Zuid-Amerika te verhuizen met Ed. Enkel Helen weet wat Stella werkelijk opoffert.
Jaren gaan voorbij. Laurel zal binnenkort trouwen met Richard Grosvenor III. Hun bruiloft wordt aangekondigd in de kranten, waardoor Laurel veel hoop heeft dat haar moeder de ceremonie zal bijwonen. Stella kijkt stiekem mee als Laurel haar verloofde het jawoord geeft en vertrekt zonder dat iemand haar heeft opgemerkt.

## Rolverdeling
| Acteur           | Personage                    |
| ---------------- | ---------------------------- |
| Barbara Stanwyck | Stella Martin 'Stell' Dallas |
| John Boles       | Stephen Dallas               |
| Anne Shirley     | Laurel 'Lollie' Dallas       |
| Barbara O'Neil   | Helen Morrison Dallas        |
| Alan Hale sr.    | Ed Munn                      |
| Marjorie Main    | Mrs. Martin                  |
| George Walcott   | Charlie Martin               |
| Ann Shoemaker    | Miss Margaret Phillibrown    |
| Tim Holt         | Richard 'Dick' Grosvenor III |
| Hattie McDaniel  | Edna                         |

## Achtergrond
De film is een nieuwe versie van de gelijknamige film uit 1925. Het scenario werd in eerste instantie geschreven met actrice Ruth Chatterton in het achterhoofd voor de hoofdrol. Zij wees de rol echter af, omdat ze vond dat ze al een soortgelijke rol had gespeeld in Dodsworth (1936). Hierna werden 48 actrices getest voor de rol, voordat Barbara Stanwyck deze kreeg. Producent Samuel Goldwyn dacht in het begin niet dat Stanwyck geschikt zou zijn voor de rol, maar zij wist hem ervan overtuigen dat ze dit wel degelijk was.
Goldwyn wilde William Wyler aanwijzen als regisseur. Hij had echter verplichtingen aan de film Jezebel (1938) en was ongeschikt. Pas hierna werd King Vidor aangesteld. Frances Farmer werd aangeraden voor de rol van Laurel, maar Goldwyn had slechte ervaringen met haar op de set van Come and Get (1936) en gaf Anne Shirley de rol.
De opnames begonnen begin april en werden einde mei 1937 afgerond. Hoewel de film in een korte periode werd opgenomen, ontstonden er verschillende conflicten op de set. De samenwerking tussen Goldwyn en Vidor verliep slecht. Daarnaast klaagden Stanwyck en Shirley dat Vidor de acteurs niet goed kon begeleiden.
Desondanks werd de film een enorm succes. Het bracht een groot bedrag op en werd ook een kritisch succes. Stanwyck en Shirley werden geprezen voor hun acteerspel en werden allebei genomineerd voor een Oscar. Stanwyck verloor de Oscar voor beste actrice van Luise Rainer voor haar rol in The Good Earth. Shirley verloor de Oscar voor beste vrouwelijke bijrol van Alice Brady voor haar rol in In Old Chicago. Een Nederlandse première volgde eind 1938, maar het werd al na een korte periode verbannen door de Katholieke Nakeuring.